# Jack Pinoteau
Pour les articles homonymes, voir Pinoteau.
Jack Albert Louis Charles Pinoteau, dit Jack Pinoteau, est un réalisateur français, né le 20 septembre 1923 à Clairefontaine et mort le 6 avril 2017 au Chesnay,.

## Biographie
Frère de Claude Pinoteau et d'Arlette Merry, il est surtout connu pour être le metteur en scène du film Le Triporteur, adapté de René Fallet, qui imposa Darry Cowl.

## Distinction
- Chevalier de la Légion d'honneur

## Filmographie

### Cinéma

#### Réalisateur
- 1950 : Bouzareah (Documentaire)
- 1952 : Ils étaient cinq avec Jean Carmet, Jean Gaven
- 1954 : Le Grand Pavois avec Jean Chevrier, Nicole Courcel
- 1956 : L'Ami de la famille avec Darry Cowl
- 1957 : Le Triporteur avec Darry Cowl
- 1958 : Chéri, fais-moi peur avec Darry Cowl
- 1960 : Robinson et le Triporteur avec Darry Cowl
- 1963 : Les Veinards, film à sketchs coréalisé
- 1964 : Les Durs à cuire avec Jean Poiret, Michel Serrault et Roger Pierre
- 1965 : Moi et les hommes de quarante ans avec Dany Saval, Paul Meurisse et Michel Serrault

#### Assistant réalisateur
- 1948 : Rapide de nuit de Marcel Blistène
- 1949 : Cinq tulipes rouges de Jean Stelli
- 1949 : On n'aime qu'une fois de Jean Stelli
- 1949 : Dernier Amour de Jean Stelli
- 1950 : Minne, l'ingénue libertine de Jacqueline Audry
- 1950 : Les Maîtres nageurs d'Henri Lepage
- 1950 : Quai de Grenelle d'Emil-Edwin Reinert
- 1950 : L'Aiguille rouge d'Emil-Edwin Reinert
- 1952 : Plume au vent de Louis Cuny
- 1960 : Le Testament d'Orphée de Jean Cocteau

#### Coscénariste
- 1991 : La Neige et le Feu de Claude Pinoteau

#### Acteur
- 1943 : Le Carrefour des enfants perdus de Léo Joannon

### Télévision
- 1966 : Les Globe-trotters, série avec Yves Rénier
- 1967 : S.O.S. Fernand, un épisode de la série avec Fernandel